# Districte municipal de Šalčininkai
El districte municipal de Šalčininkai (en lituà: Šalčininkų rajono savivaldybė) és un dels 60 municipis de Lituània, situat dins del comtat de Vílnius. La seva capital és la ciutat de Šalčininkai. Té una de les més grans minories poloneses de poblacions a Lituània, amb 31.223 o més del 80% (cens de 2001) de la població afirmant que és d'ètnia polonesa.
La frontera sud-oriental del municipi amb Belarús crea una forma peninsular de territori lituà gairebé completament envoltada de Belarús.

## Seniūnijos del districte
- Akmenynės seniūnija (Akmenynė)

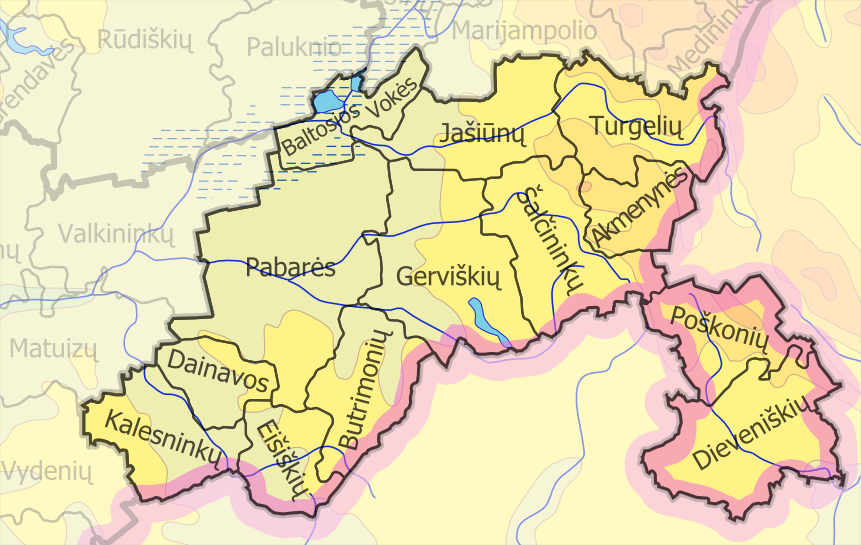
Mapa dels seniūnijos del districte municipal de Šalčininkai

- Baltosios Vokės seniūnija (Baltoji Vokė)
- Butrimonių seniūnija (Butrimonys)
- Dainavos seniūnija (Dainava)
- Dieveniškių seniūnija (Dieveniškės)
- Eišiškių seniūnija (Eišiškės)
- Gerviškių seniūnija (Gerviškės)
- Jašiūnų seniūnija (Jašiūnai)
- Kalesninkų seniūnija (Kalesninkai)
- Pabarės seniūnija (Pabarė)
- Poškonių seniūnija (Poškonys)
- Šalčininkų seniūnija (Šalčininkai)
- Turgelių seniūnija (Turgeliai)